# 韦南西乌艾里斯
韦南西乌艾里斯是巴西南大河州的一个市镇。总面积773.239平方公里，总人口64438人，人口密度83.3人/平方公里。